# Theristus latissumus
Theristus latissumus är en rundmaskart. Theristus latissumus ingår i släktet Theristus, och familjen Monhysteridae. Arten är reproducerande i Sverige.